# PERKEO-Datenbank
Die PERKEO-Datenbank ist eine zentrale Vergleichsdatenbank zur Identifikation von bekannten kinderpornografischen Inhalten, die beim Bundeskriminalamt gepflegt wird. Das Backronym PERKEO steht für "Programm zur Erkennung Relevanter Kinderpornographischer Eindeutiger Objekte".

## Wirkungsweise
Die PERKEO-Datenbank arbeitet ähnlich wie ein Virenscanner, indem sie von jeder Datei anhand ihres Hash-Wertes einen digitalen Fingerabdruck bildet und diesen mit den Einträgen in der Vergleichsdatenbank abgleicht. Bei Übereinstimmung werden die Fundorte (Verzeichnisse) und die Dateinamen in einer Textdatei dokumentiert. Die Vergleichsdatenbank wird von der Zentralstelle Kinderpornographie im Bundeskriminalamt in Zusammenarbeit mit den Landeskriminalämtern ständig um aktuelle Fingerabdrücke erweitert. Quellen sind insbesondere die bundesweit bei Durchsuchungen durch Strafverfolgungsbehörden von Privatpersonen, Universitäten, Providern oder Firmen sichergestellten Dateien mit kinderpornographischem Inhalt.
Anhand der Hash-Werte können bekannte kriminelle Inhalte eindeutig identifiziert werden. Minimale Veränderungen der Dateien haben aber bereits zur Folge, dass sie anhand der PERKEO-Daten nicht mehr erkannt werden können.
Die Firma Autem aus Emden warb mit einem „PERKEO++“-Datenscanner, der zuletzt aber „aufgrund besonderer Umstände“ nicht erhältlich gewesen sei.